# 1032 Pafuri
1032 Pafuri este un asteroid din centura principală, descoperit pe 30 mai 1924, de Harry Edwin Wood.